# Галерея Ренвик

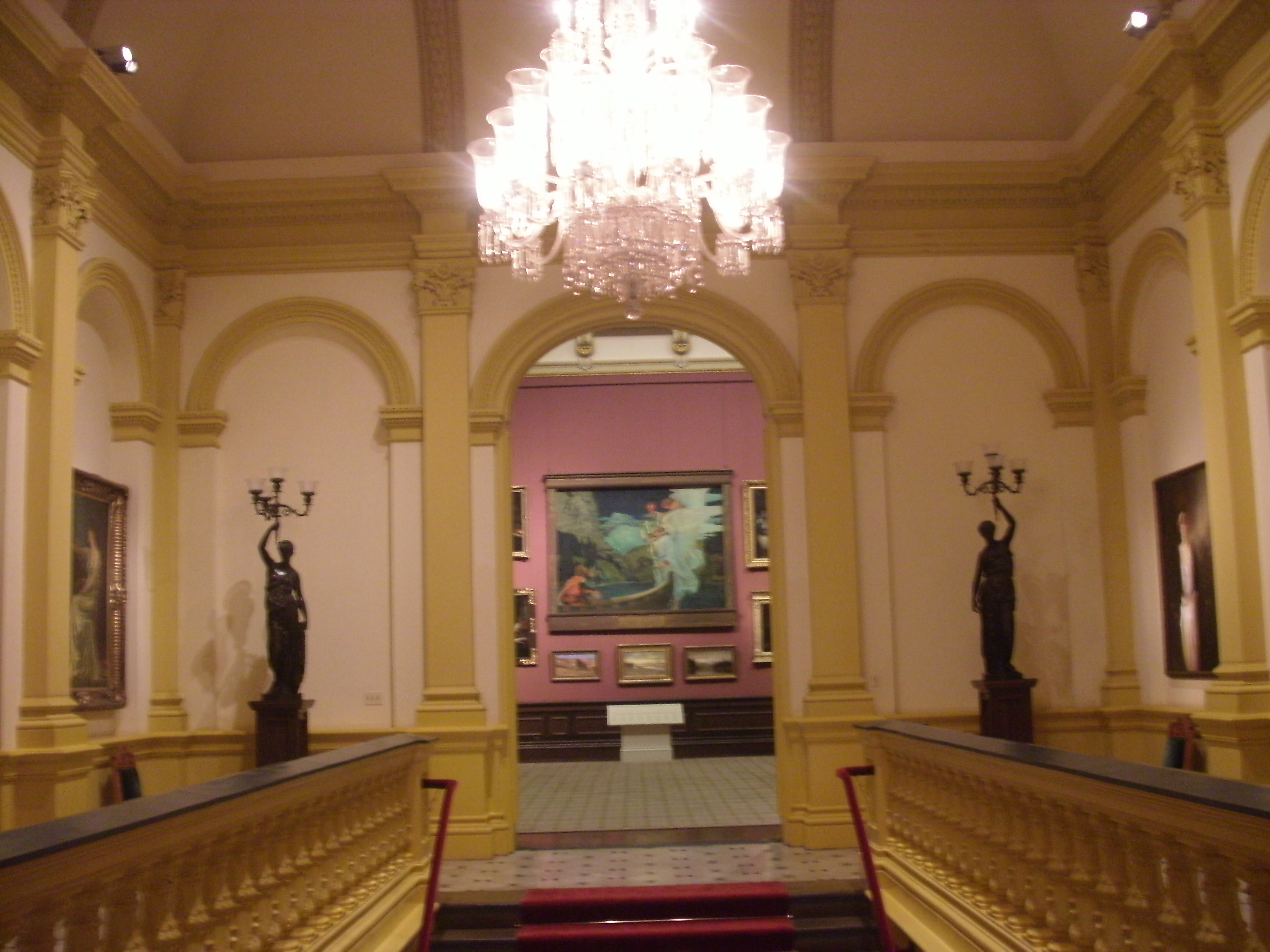
Гранд-Салон в галерее Ренвик до реконструкции в 2013—2015 году

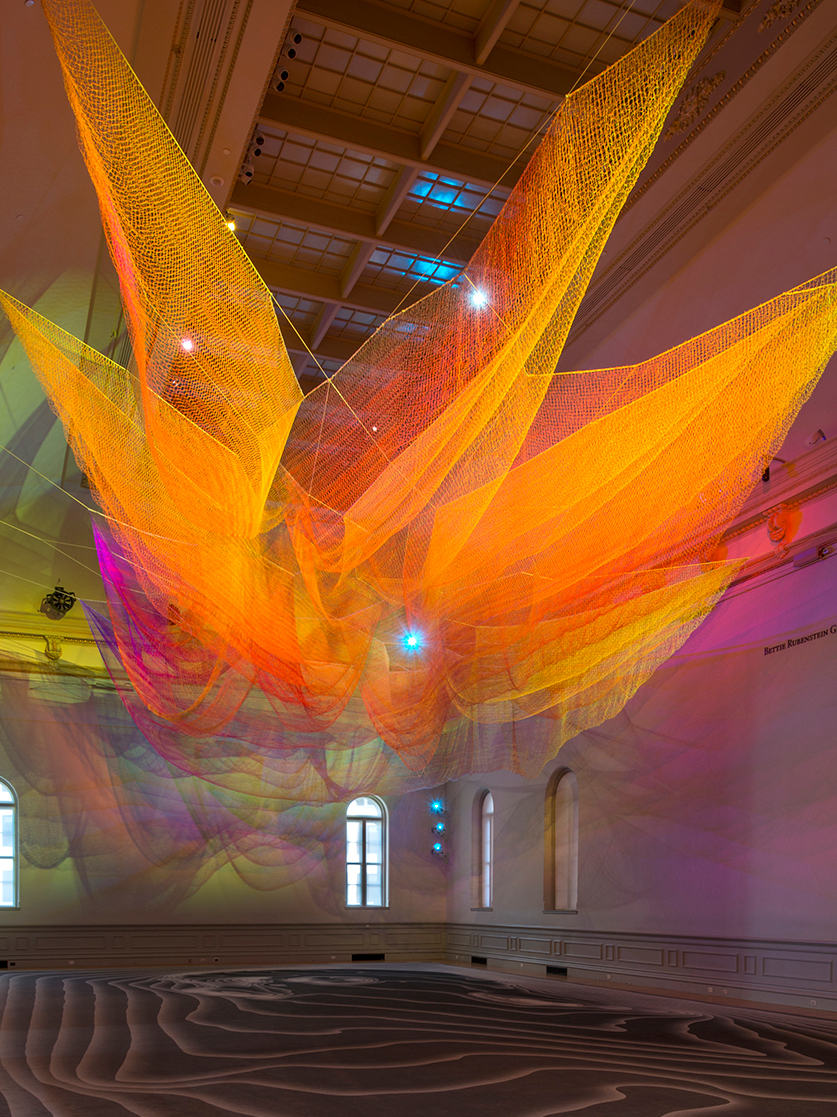
Джанет Эчелман, композиция из сетей, выставка «Чудо»

Галерея Ренвик (англ. Renwick Gallery) — филиал Смитсоновского музея американского искусства в Вашингтоне, округ Колумбия. В галерее представлены экспонаты американского ремесла и декоративно-прикладного искусства XIX—XXI веков. Был открыт в 1872 году и известен как «Американский Лувр».
Первоначально в здании филиала размещалась галерея искусств Коркоран.
Здание, где располагается галерея, является национальным историческим памятником.

## История возникновения
Для размещения коллекций американского и европейского искусства, которые принадлежали Уильяму Уилсону Коркоран, и было построено здание галереи Ренвик.
Музей должен был стать первым художественным музеем в Вашингтоне, округ Колумбия. Проект здания составил Джеймс Ренвик-младший (известный нью-йоркский архитектор, который спроектировал собор Святого Патрика в Нью-Йорке и здание Смитсоновского института в Вашингтоне) и окончательно завершил строительство в 1874 году.
Когда началась гражданская война, здание было почти достроено. Коркоран уехал из Вашингтона в Париж со своей дочерью и зятем. В 1861 году здание было захвачено армией США и стало временным военным складом для документов и униформы корпуса генерал-квартала. А в 1864 году генерал Монтгомери Мейгс переделал здание в свою штаб-квартиру.
После окончания войны Коркоран вернулся в Вашингтон и 10 мая 1869 года вновь получил право распоряжаться зданием. Спустя 5 лет, 19 января 1874 года, после большой реставрации, галерея искусства Коркоран была представлена публике. В скором времени, в 1897 году, галерея не смогла вмещать все коллекции и переехала в новое здание, где располагается в настоящее время.
С 1899 года здание перешло в распоряжение федеральному претензионному суду. А в 1950 году, с возникшей потребностью в расширении пространства, от Конгресса поступает предложение о сносе здания. Спасает здание от исчезновения первая леди Жаклин Кеннеди в 1963 году.
В 1965 году президентом США Линдоном Б. Джонсоном и секретарём Смитсоновского института С. Диллоном Рипли принято решение передать здание Смитсоновскому институту в качестве галереи искусств, ремесла и дизайна.
В 1972 году, после большой реконструкции, галерея Ренвик представляет публике проект современного ремесленного искусства Смитсоновского музея искусств.

## Закрытие на ремонт в 2013—2015 годах
После землетрясения в Вашингтоне в 2011 году здание галереи было немного повреждено. 9 декабря 2013 года галерея Ренвик была закрыта на капитальный ремонт исторического здания. В период с 2013 года по июнь 2014 года длился сбор средств на реконструкцию здания. Огромную помощь в финансировании ремонта галереи внёс местный финансист и филантроп Дэвид Рубенштейн, который пожертвовал 5,4 миллиона долларов на этот проект.
Реконструкция включала замену всех систем отопления, вентиляции и кондиционирования воздуха, водопровода, пожарной безопасности; модернизацию систем безопасности, телефонной сети (включая установку Wi-Fi во всём здании); восстановление первоначальной конфигурации окон; восстановление двух сводчатых потолков на втором этаже; перепланировку подвала под офисы персонала и мастерские; добавление светодиодного освещения по всему зданию.
Центральная часть в галерее Ренвик представлена Гранд-Салоном, который был перевоплощён в современное пространство для проведения мероприятий и был переименован в честь Дэвида Рубенштейна.
Архитектурный ремонт возглавила Westlake Reed Leskosky (архитектурно-инженерная фирма из Кливленда, штат Огайо), а строительные работы были под контролем Consigli Construction Co. (Милфорд, штат Массачусетс).
13 ноября 2015 года музей открывает двери для посетителей выставкой под названием «Чудо», в которой были представлены девять художников.

## Выставка «Чудо»
Выставка «Чудо» («Wonder») была приурочена к открытию галереи в 2015 году, где посетителям были представлены уникальные работы огромных размеров девяти популярных художников. Каждая работа выставлялась в отдельном зале.
Тара Донован—горные хребты из сотен тысяч каталожных карточек.
Габриэль Дэйв—радуга от пола до потолка, которая состоит из 100 километров хлопковой нити всех цветов видимого спектра.
Патрик Догерти— деревня из ивовых прутьев.
Лео Вильяреаля—скульптура из света, которая переливается и меняет свою конфигурацию.
Джанет Эчелман—30-метровая композиция из сетей, которая символизирует цунами, обрушившееся в 2011 году на Японию.
Дженнифер Ангас—яркий зал, где использовались 5000 насекомых из юго-восточной Азии.
Чакайа Букер—лабиринт из старых шин.
Майя Лин—композиция из стеклянных шариков в виде лиманов Чесапикского залива.
Джон Грейд—болиголов-дерево, изготовленное из полумиллиона кедровых кубиков, вырезанных вручную.
С января 2016 года галерею посетило около 176 000 человек.
Выставка «Чудо» получила большую популярность в социальных сетях (подписчики галереи Ренвик отмечены в Instagram более 20 000 раз).
После 8 месяцев работы, выставка закрылась. За всё время её посетило 732 000 зрителей.

## Другие популярные выставки галереи

### «40 до 40 лет: ремесленное будущее»
19 июля 2012 году в галерее Ренвик прошла выставка под названием «40 до 40 лет: ремесленное будущее» («40 Under 40: Craft Futures»). Выставка представила работы 40 художников, родившихся в последние 40 лет. Организатором стал Николас Белл. Выставка исследовала меняющиеся представления о ремесле и была направлена на темы экологии и воспитательного качества ручной работы. Например, в экспозиции «Впечатления» Себастьяна Марторана была представлена мраморная подушка (запечатлён отпечаток формы головы покойного тестя художника), а также «Стул журавля» Кристи Оутс (функциональное сиденье, которое складывается и вешается как декор на стену, когда не используется). Канал Смитсоновского музея снял «40 До 40 лет. Документальный фильм», который был показан 15 января 2013 года. Выставка «40 до 40 лет: ремесленное будущее» была приурочена к празднованию 40-летия галереи Ренвик и экспонировалась до 3 февраля 2013 года.

### Renwick Craft Invitational
Renwick Craft Invitational — это двухгодичная оценка современного изобразительного искусства, в которой представлены 4 художника.
С нуля: Renwick Craft Invitational с 9 марта 2007 года по 21 июля  2007 года — представлены работы Paula Bartron (стекло), Jocelyn Châteauvert (бумага),  Beth Lipman (стекло) и Beth Cavener Stichter (керамика).
Постановочные истории: Renwick Craft Invitational с 6 августа 2009 года по 3 января 2010 года — представлены работы Christyl Boger (керамика), Mark Newport (волокно), Mary Van Cline (стекло) и SunKoo Yuh (керамика).
История в процессе создания: Renwick Craft Invitational с 24 марта 2011 года по 30 июля 2011 года — представлены работы Ubaldo Vitali (серебро), Cliff Lee (керамика), Judith Schaechter (стекло) и Matthias Pliessnig (мебель).
Взгляды и изменения: Renwick Invitational с 8 сентября 2016 года по 16 января 2017 года — представлены работы Steven Young Lee (фарфоровые сосуды), Kristen Morgin (глиняные комплексы), Jennifer Trask (украшения из кости, смолы, металла, перьев и крыльев насекомых), Norwood Viviano (литое стекло и карты).
Предварительный просмотр: Renwick Invitational с 9 ноября 2018 года по 5 мая 2019 года — представлены работы Tanya Aguiñiga (работы из натуральных волокон), Sharif Bey (керамика), Dustin Farnsworth (древесина) и Stephanie Syjuco (работы в рамках цифровых процессов и виртуальных сетей).    
Открытие в 2020 году —  художники Lauren Fensterstock (квиллинг и мозаика), Timothy Horn (бронза и стекло ), Debora Moore (стеклянные вишня, магнолия, зимняя слива и глициния) и Rowland Ricketts (ткани, изготовленные и окрашенные вручную).      

### Связи: современное ремесло
С 1 июля 2016 года по 20 февраля 2018 года  состоялась презентация постоянной коллекции галереи Ренвик, которая показала более 80 предметов, посвященных ремеслу. Выставленные инсталляции разрушают обычные форматы отображения. Выставка собрала старые фавориты («Чудо» и «Том» Лео Вильяреаля, «Коробка падающих звезд» Ленора Тоуни и другие) и новые приобретения (Джон Грэйд, Джудит Шехтер и Мари Уатт), начиная с 1930-х годов и до 2015 года.
С 29 марта 2019 года и продолжается демонстрация объектов, которые тематически свободно расположены. Это имитация аналоговой версии Интернета, которая основана на ориентации в сегодняшнем «суперссылочном» мире. Новые приобретения: «Ваза с ручкой» Мэри Джексон, «Мегапланета» Джоша Симпсона, «Зеленая гора» и «Охра Пейзаж» Акио. Вернулись к просмотру: «Призрачные часы» замка Уэнделла, «Откидное платье» Карен Ламонте, «Ворота портала» Альберта Пэли, «Бюро бюрократии» Ким Шмахманн.

## Галерея в современном мире
В пятницу, 13 ноября 2015 года, галерея Ренвик была представлена посетителям после реконструкции. Здесь можно найти предметы мебели, интерьера, вязаные ковры, одеяла и многое другое.
Первый этаж обычно представлен временными выставками, которые меняются около двух раз в год. Гранд-салон на втором этаже, стал одним из самых известных художественных залов в Вашингтоне. Широкие диваны, картины XIX века, развешанные на стенах темно-красного цвета и бархатные пуфы, ранее украшающие залы галереи и 70 картин 51 американского художника, созданные с 1840 года по 1930 года, после открытия больше не выставляются, красные дорожка и мебель удалились. Некоторые картины перенесены в Смитсоновский музей американского искусства.
Вход в галерею свободный. Работает ежедневно с 10:00 до 17:30.